# Andropogon
Andropogon je široce rozšířený rod lipnicovitých rostlin, původních v Asii, Africe, Americe, jižní Evropě a také na různých oceánských ostrovech. Existuje více než 100 druhů.

## Druhy
- A. abyssinicus
- A. aciculatus
- A. aequatoriensis
- A. amboinicus
- A. amethystinus
- A. appendiculatus
- A. arctatus
- A. benthamianus
- A. bentii
- A. bicornis
- A. brachystachyus
- A. campestris
- A. campii
- A. canaliculatus
- A. capillipes
- A. chinensis
- A. chrysostachyus
- A. consanguineus
- A. cordatus
- A. distachyos
- A. eucomus
- A. fastigiatus
- A. floridanus
- A. fragilis
- A. gabonensis
- A. gayanus
- A. gerardi
- A. glaucopsis
- A. glomeratus
- A. gracilis
- A. gyrans
- A. hallii
- A. huillensis
- A. ingratus
- A. inermis
- A. kelleri
- A. lanuginosus
- A. lateralis
- A. lawsonii
- A. leucostachyus
- A. liebmannii
- A. lividus
- A. longiberbis
- A. minarum
- A. mohrii
- A. murinus
- A. paniculatus
- A. pseudapricus
- A. pumilus
- A. scabriglumis
- A. schirensis
- A. schottii
- A. selloanus
- A. shimadae
- A. tectorum
- A. tenuiberbis
- A. ternarius
- A. ternatus
- A. thorelii
- A. tracyi
- A. virgatus
- A. virginicus
- A. yunnanensis

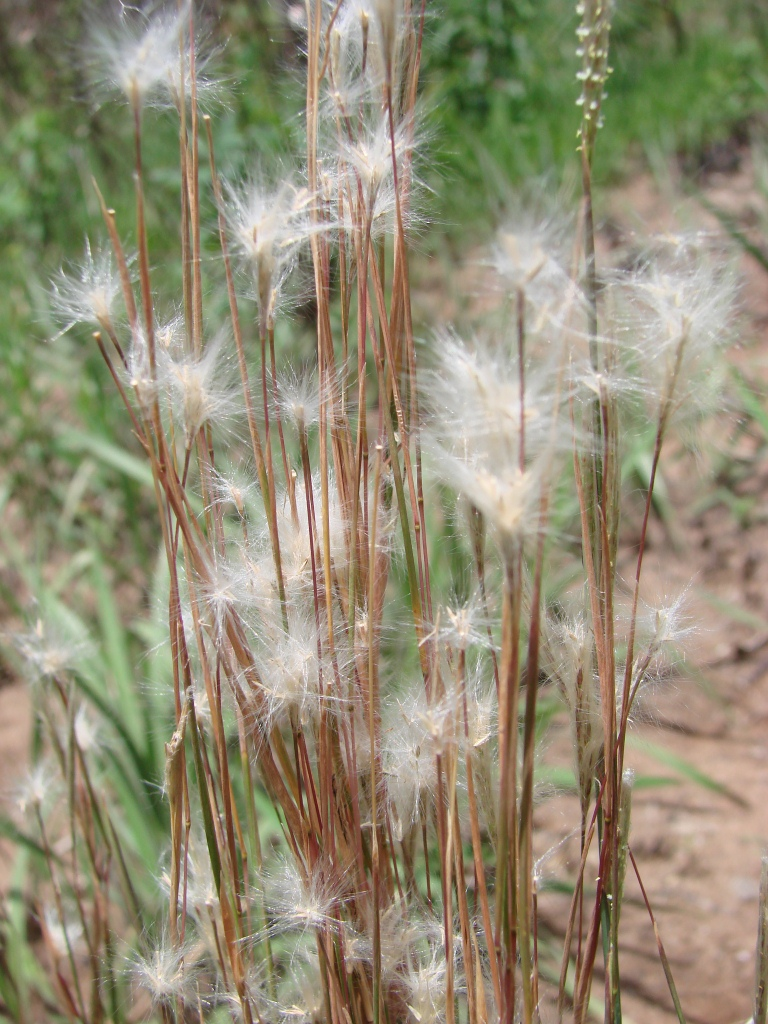
Andropogon leucostachyus

Mnohé z druhů dříve zahrnovaných do rodu Andropogon se nyní řadí spíše k jiným rodům, např. Agenium, Anadelphia, Apluda, Arthraxon, Vousatka, Capeochloa, Capillipedium, Chrysopogon, Cymbopogon, Dichanthium, Diheteropogon, Elionurus, Elymandra, Milička, Eulalia, Garnotia, Gymnopogon, Hemarthria, Heteropogon, Hyparrhenia, Hyperthelia, Ischaemum, Parahyparrhenia, Pentameris, Polytrias, Pseudopogonatherum, Pseudosorghum, Saccharum, Schizachyrium, Sorghastrum, Čirok, Spodiopogon, Themeda, Trachypogon.